# Psylliodes subaeneus
Psylliodes subaeneus es una especie de insecto coleóptero de la familia Chrysomelidae.
Fue descrita científicamente en 1867 por Kutschera.